# Gesetz zur Stärkung der Rechte von Opfern sexuellen Missbrauchs
Das Gesetz zur Stärkung der Rechte von Opfern sexuellen Missbrauchs, kurz StORMG, ist ein deutsches Änderungsgesetz. Es soll die Opfer von Straftaten gegen die sexuelle Selbstbestimmung bei der Durchführung von Strafverfahren davor schützen, zusätzlich traumatisiert zu werden (sekundäre Viktimisierung).

## Stellungnahmen zum Entwurf
Der Referentenentwurf des deutschen Bundesministeriums der Justiz stammte vom 7. Dezember 2010.
Es ist aus Sicht des Deutschen Richterbundes „in weiten Teilen geeignet, die Rechte der Opfer sexuellen Missbrauchs im Strafverfahren weiter zu stärken“.
Die Bundesrechtsanwaltskammer hingegen schreibt: „Die Vorschläge des vorliegenden Regierungsentwurfs zur weiteren Stärkung der Rechte von Opfern sexuellen Missbrauchs sind wegen ihres einseitigen Fokus auf die Belange von Zeugen, die als Verletzte der Straftat angesehen werden, nun nicht mehr akzeptabel.“
Der Deutsche Anwaltverein kommentiert: „Die Beschränkung der Verlängerung der Verjährungsfrist auf zivilrechtliche Schadensersatzansprüche ist eine zu begrüßende Absage an die in der Öffentlichkeit diskutierte Verlängerung der Verjährungsfristen in Strafsachen.“
Der Weisse Ring moniert unter anderem die Ruhensregelung im Strafrecht und schlägt vor:: „Sinnvoll wäre z. B. die Vollendung des 25. Lebensjahres, da bis dahin Kindergeld bezahlt wird und viele junge Erwachsene bis zu diesem Alter wegen ihrer Ausbildung noch von den Eltern abhängig sind und dort wohnen.“
Die Opfervereinigung netzwerkB ist mit der Reform nicht zufrieden: „Die Anhebung der Verjährungsfrist für Schadensersatzansprüche auf 30 Jahre stellt eine Gleichstellung mit Betroffenen anderer Formen von Gewalt und Gesundheitsschädigung dar. Das finden wir in diesem Sinne auch positiv. Dennoch treten gesundheitliche Spätfolgen erst nach Ablauf dieser Frist auf. Deshalb wissen alle Beteiligten der Politik, dass diese Frist von 30 Jahren nicht reicht.“
Die BAG FORSA stieß an „zu überprüfen, ob die niedrige Obergrenze bei Sexualdelikten zu Lasten von Jugendlichen (14 bis 17 Jahre) in § 174 StGB von 5 auf 10 Jahre Freiheitsstrafe erhöht werden sollte (bezieht sich derzeit sowohl auf den einfachen als auch auf den schweren Missbrauch, demzufolge eine Verjährungsfrist von 5 Jahren nach Vollendung des 18. Lebensjahres gilt).“

## Beschlussfassung
Der Rechtsausschuss des Deutschen Bundestags beriet zuletzt am 13. März 2013 den Entwurf. Das Gesetz wurde am 14. März 2013 im Bundestag von CDU/CSU/FDP beschlossen. SPD, Linke und Grüne enthielten sich.